# Lagotis praecox
Lagotis praecox là một loài thực vật có hoa trong họ Mã đề. Loài này được W.W. Sm. mô tả khoa học đầu tiên năm 1919.